# هورنبای
هورنبای (انگلیسی: Hornby) شرکت ماکت‌سازی بریتانیایی است، که در سال ۱۹۰۱ توسط فرانک هورنبای تأسیس شد.